# Giovanni Calendoli
Giovanni Calendoli (Torino, 8 dicembre 1912 – Roma, 1995) è stato un critico teatrale, saggista e politico italiano.
Di origini siciliane, fu il primo docente universitario italiano di Storia del Teatro e dello Spettacolo, oltre che uno storico del cinema e della danza.

## Biografia
La madre di Calendoli era francese e la famiglia passava diverso tempo in Francia. In gioventù, fu amico dello scrittore siracusano Elio Vittorini.
Tra le due guerre, fu deputato e capo ufficio stampa del PNF e pubblicò suoi contributi su Dottrina fascista e Gerarchia. Dopo il secondo conflitto mondiale, aderì al PCI.
Nel dopoguerra si dedicò principalmente all'attività di critico cinematografico e teatrale, collaborando con vari periodici come La Repubblica d'Italia (1947-1949), La libertà d'Italia (1950-51), Il Momento (1952), Il Giornale della Sera (1953), Il lavoro illustrato (1950-1952). Dal 1952 fu corrispondente teatrale romano del Corriere Lombardo; critico drammatico di Teatro Scenario, dal 1948 de La Fiera Letteraria; dal 1955 critico cinematografico de L'uomo e il libro.
Fu anche critico drammatico da Roma di Sipario (1948-49), capo redattore e direttore di Teatro Scenario (1949-1953) e di Maschere: rassegna mensile di vita del teatro, edita dal Centro di Vita Italiano di Ernesto De Marzio e Nicola Francesco Cimmino. Collaborò con Bianco e Nero, Epoca e La Notte.
Si occupò anche di Angelo Beolco, Gino Rocca, Filippo Tommaso Marinetti, curandone nel 1960 la raccolta delle opere di teatro, e di Robert Brasillach, del quale nel 1964 tradusse la tragedia in cinque atti Berenice, regina di Cesarea.
Curò l'edizione italiana delle sceneggiature di Luci della ribalta di Charlie Chaplin e Viva Zapata di John Steinbeck e Elia Kazan.
Nel 1953 diresse la compagnia del Teatro Italiano al teatro Pirandello di Roma. Portò in scena opere di Verga, Pirandello, Pierre-Augustin Caron de Beaumarchais, Chiarelli e Giraud e contribuì alla nascita dello "Schiofestival" a Schio.
Calendoli dopo la sua morte donò il suo grande patrimonio librario riguardante il cinema all'Università di Padova (sono però custodite e classificate presso la cineteca di Bologna), mentre quelle relative all'ambito artistico e teatrale alla biblioteca di Schio.

## Onorificenze e premi
- 1950 - Premio I.D.I. per il miglior saggio sulle rappresentazioni classiche.[6]

## Opere
(elenco parziale)
- Giovanni Calendoli, Film 1952, Roma, Filmcritica, 1952.
- Giovanni Calendoli, Film, 1953-1954, Roma, Filmcritica, 1955.
- Giovanni Calendoli, Il teatro di Rosso di San Secondo, Roma, Bianco, 1957.
- Giovanni Calendoli, L'attore : storia di un'arte, Roma, Edizioni dell'Ateneo, 1959.
- Giovanni Calendoli, Roma, città aperta: analisi critica di un film, Roma, Medusa, 1967.
- Giovanni Calendoli, Il film come metamorfosi, Roma, Medusa, 1967.
- Giovanni Calendoli, Le origini della "Nouvelle vague" : storia e critica del cinema, Roma, Bulzoni, 1970.
- Giovanni Calendoli, Il romanticismo in fiore : da Mendelssohn a Schumann, a Paganini, Milano, Mondadori, 1978.(ES)  El romanticismo en flor : de Mendelssohn a Schumann, traduzione di Juan G. Basté, Madrid, Prensa Española D.L., 1980.(FR)  L'apogée du romantisme : de Mendelssohn à Schumann et Paganini, Verona, Mondadori, 1980.
- Giovanni Calendoli, Gli ultimi dei : dalla scuola nazionale russa a Puccini, Milano, Mondadori, 1979.(ES)  Los últimos semidioses : de Dvoràk a Falla, traduzione di Juan G. Basté, Madrid, Prensa Española D.L., 1981.
- Giovanni Calendoli, L'apoteosi della danza : dalle origini ai nostri giorni, Milano, Mondadori, 1981.(ES)  La danza, traduzione di Juan G. Basté, Madrid, Prensa Española D.L., 1982.(FR)  La danse au temps jadis : Des origines à nos jours, traduzione di Elisabeth de Lavigne, Verona, Mondadori, 1984.(FR)  Le sacre du ballet, traduzione di Elisabeth de Lavigne, Verona, Mondadori, 1984.
- Giovanni Calendoli, Il grido di Laocoonte : tre saggi sul teatro, Musile di Piave, Rebellato, 1982.
- Giovanni Calendoli e Richard Pierce (a cura di), Storia universale della musica, Milano, Mondadori, 1982.
- Giovanni Calendoli, Storia universale della danza, Milano, Mondadori, 1985.(DE)  Tanz: Kult, Rhythmus, Kunst, traduzione di Johannes Werres, Braunschweig, Westermann, 1986.
- Giovanni Calendoli, Ruzante, Venezia, Corbo e Fiore, 1985.

### Curatele e introduzioni
- John Steinbeck e Elia Kazan, Viva Zapata, introduzione di Giovanni Calendoli, Roma, Filmcritica, 1953.
- Charles Chaplin, Luci della ribalta “Limelight", introduzione di Giovanni Calendoli, Roma, Filmcritica, 1953.
- Filippo Tommaso Marinetti, Teatro, a cura di Giovanni Calendoli, Roma, Vito Bianco, 1960.
- Gino Rocca, Tutto il teatro, a cura di Carlo Manfio, introduzione di Giovanni Calendoli, Carlo Manfio, Giorgio Pullini, Venezia, Marsilio, 1997-1998.